# Evgenij Tiščenko
Evgenij Andreevič Tiščenko (in russo Евгений Андреевич Тищенко?; 15 luglio 1991) è un pugile russo.

## Biografia
Ancora giovanissimo si è imposto a livello mondiale vincendo la medaglia d'oro alla XXVII Universiade  e quella d'argento ai Campionati mondiali dilettanti, entrambe nel 2013.
Nel 2016 ha vinto, fra le polemiche, la medaglia d'oro nei pesi massimi ai Giochi olimpici di Rio de Janeiro 2016.